# Tratado bizantino-veneziano de 1268

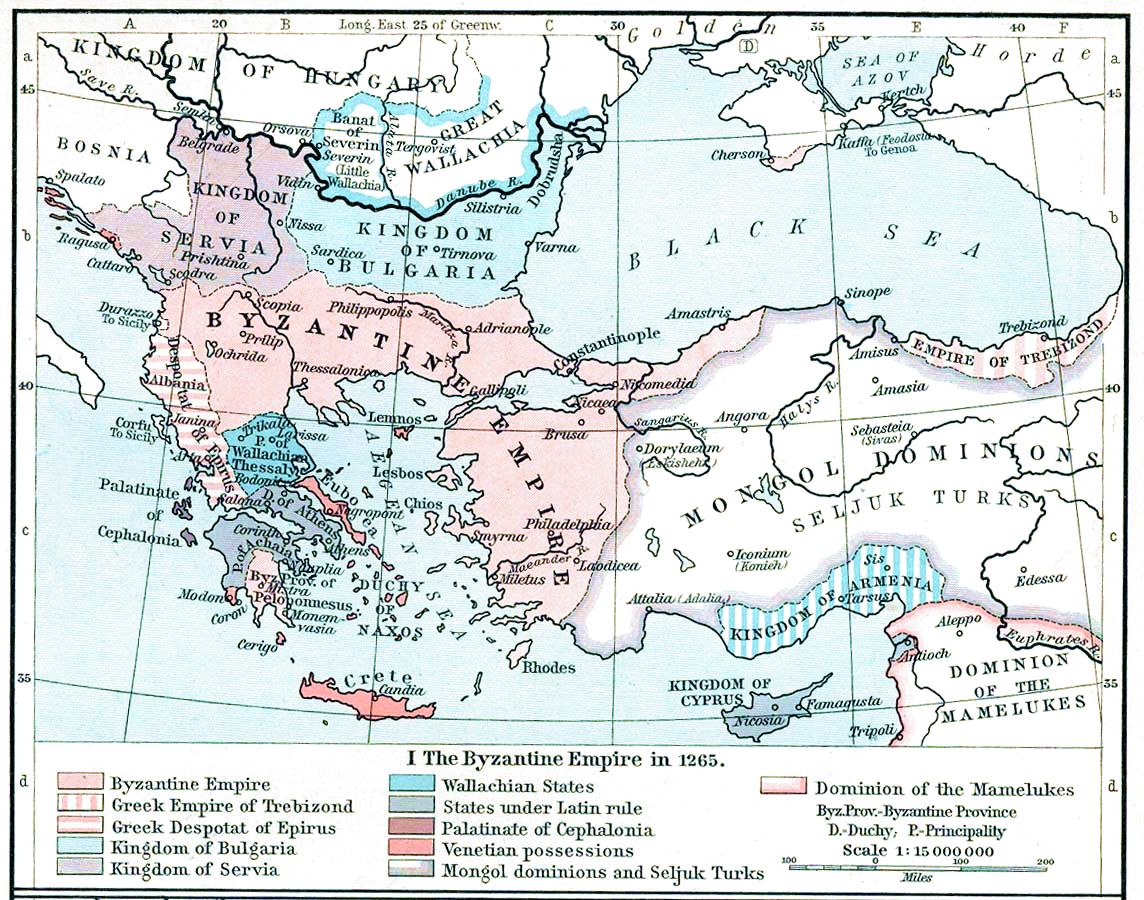
O Império Bizantino restaurado de Miguel VIII Paleólogo, e seus vizinhos, em 1265 (William R. Shepherd, Historical Atlas, 1911).

Em 1268, o Império Bizantino e a República de Veneza concordaram em encerrar temporariamente as hostilidades que eclodiram após a recuperação bizantina de Constantinopla pelo imperador Miguel VIII Paleólogo em 1261.
Veneza desfrutou de uma posição privilegiada no Império Latino baseado em Constantinopla estabelecido pela Quarta Cruzada em 1204, enquanto Paleólogo se aliou ao principal rival comercial de Veneza, a República de Gênova, contra eles. A perda de Constantinopla para Paleólogo foi um duro golpe para a posição política e comercial de Veneza no Oriente, pois cortou o acesso ao Mar Negro e deu acesso privilegiado aos genoveses. Seguiu-se uma guerra naval contra Gênova e Bizâncio, mas apesar de uma significativa vitória veneziana na Batalha de Settepozzi em 1263, não conseguiu produzir resultados decisivos. No entanto, Paleólogo ficou insatisfeito com o desempenho militar genovês, e os dois aliados ficaram cada vez mais desconfiados um do outro, levando o imperador bizantino a buscar uma reaproximação com Veneza.
Um primeiro tratado foi concluído em 1265, mas não foi ratificado por Veneza. Finalmente, a ascensão de Carlos de Anjou na Itália e suas ambições hegemônicas na região mais ampla, que ameaçavam tanto Veneza quanto os bizantinos, forneceram incentivo adicional para ambas as potências buscarem uma acomodação. Um novo tratado foi concluído em abril de 1268, com termos e redação mais favoráveis aos bizantinos. Previa uma trégua mútua de cinco anos, a libertação de prisioneiros e readmitia e regulava a presença de mercadores venezianos no Império. Muitos dos privilégios comerciais de que desfrutavam anteriormente foram restaurados, mas em condições consideravelmente menos vantajosas para Veneza do que as que Paleólogo estava disposto a conceder em 1265. Os bizantinos foram forçados a reconhecer a posse veneziana de Creta e outras áreas capturadas após a Quarta Cruzada, mas conseguiram evitar uma ruptura total com Gênova, removendo por um tempo a ameaça de uma frota veneziana auxiliando Carlos de Anjou em seus planos para capturar Constantinopla.